# Ескими
Ескими (Инуити и Јупици) су народ монголске расе настањен на самом северу, највише на арктичким обалама Северне Америке и Гренланду. Име Ескими потиче од индијанске речи esquimantjik што према једној од теорија значи „они који једу сирово месо“. По спољашњем изгледу они су народ мањег раста, жутосмеђе боје коже, црне косе и широког лица. Живе у мањим друштвеним скупинама патријархалног карактера. Лети станују у шаторима од крзна, а зими у иглоу, зимској кући, начињеној од ледених и снежних плоча, у облику две или више купола спојених тунелом. Баве се ловом и риболовом. Ескимски језици су врло слични и по структури блиски језицима америчких Индијанаца. 
Њихова књижевност је испуњена митовима и народним приповеткама. Приповетке се деле на две врсте: једне причају о односима међу људима, а друге о односима људи са натприродним силама. Од ескимских писаца са Гренланда први роман написао је Матијас Сторк.

## Подгрупе
Ескими се деле на две главне групе Инуите и Јупике, које се даље деле на већи број мањих група:
- Инуити
  - Инупијати
  - Западноканадски Инуити (Инувијалуити)
  - Источноканадски Инуити (Инуити)
  - Гренландски Инуити (Калалити)
- Јупици
  - Јуити
    - Науканци
    - Чаплинци
    - Сиреникци

  - Централноаљаски Јупици
    - Југтуни (Јупици)
    - Чевачки Чупици (Чугтуни)
    - Нунивачки Чупици (Чугтуни)

  - Сугпијати
    - Кодијаци (Кониази)
    - Чугачи

## Рана историја
Инуити су потомци такозване тулске културе, која је емигрирала из западне Аљаске око 1000-те године, и проширила се преко Арктика. Инуитска легенда говори о Туниитима као о џиновима, људима који су били виши и снажнији од Инуита. Истраживачи верују да су околне културе предале своје обичаје, алат, псе Инуитима, да би им помогли да се развију. До 1300. године Инуити су населили запад Гренланда, да би током истог дошли до истока. 
Народ Туниит је живео у приобаљу Ајвилика Саутемптона и околних приобалних острва, све до почетка 20. века. Били су познати као Салдермуит. Њихова популација је, буквално, била растргнута болестима које су добили у контакту са Европљанима. Последњи од њих су умрли у епидемији грипа коју је донео пролазећи китоловачки брод 1902. године. Преживела је само једна жена и четворо деце. Ову област од тада насељавају Инуити.
У Канади и Гренланду Инуити су се раширили скоро до самог севера, до границе живог растиња и дрвећа.
На југу су основане културе америчких Индијанаца, тако да култура и алат Инуита, који их је служио веома добро на северу, није служио Индијанцима на југу. Инуити су имали добре трговинске односе са југом, али као и у сваком случају где граница постоји, било је и уобичајених агресивних акција.
Прво контакт са придошлицама из Европе је био са Викинзима, који су населили Гренланд и истражили источну обалу.
После сурове 1350. године температура је почела нагло да опада током тог тзв. „малог леденог доба“, и Инуити су били приморани да напусте њихова ловишта на Арктику. Тако да је китолов нестао на Канади и Арктику, али се одржао на Аљасци. У буквалном смислу речи, гладовали су. Без китова изгубили су и оно најосновније, нису могли да праве алат и да граде куће на исти начин као раније.
Промена климе је натерала Инуите да се померају ка југу, тј. ка граници са америчким Индијанцима, коју они нису окупирали. Тешко је рећи да су Инуити престали да шире територију. Постоје докази да су се и даље померали на нове територије јужног Лабрадора у 17. веку, где су почели да ступају у контакте са првим америчким колонијама.

## Име
Име Ескими пореклом је из индијанске речи esquimantjik, што значи „они који једу живо месо“. Ескими у локалним дијалектима сами себе називају Инуит, Иннуит, Иннуин, што једноставно значи „људи“. 
Код других суседних индијанских племена која према њима нису гајили симпатије, називали су их: En-na k'ié, што једноставно значи непријатељ. 
Нека суседна племена називала су их Nottaway („змије“), или „Ultsehaga“ („робови“).

## Језик
Језик Ескима припада породици ескимско-алуетских језика, којој припада заједно са језиком народа Алеута. Ескимско-алуетски језици су група језика којом се на Гренланду, Канади, Аљасци, у САД и источном Сибиру служе Ескими и Алуети. 
Алуетски језик је слабо повезан са ескимским језицима. Састоји се од источних и западних дијалеката, а данас тим дијалектима говори мање од 400 људи. Ескимски језици имају две подгрупе: јупичку (пет језика) - којима се говори на полуострву Чукотка, у Сибиру, и северозападној Аљасци, и инуитску (инупијак-инуктитут-скуп дијалеката) којима се говори у арктичкој Аљасци и Канади све до обала Лабрадора и Гренланда. Јупичким језицима данас говори око 13.000 људи, док инуитским (инупијак-инуктитутским) говори више од 10.000 људи, од којих, скоро, половина говори гренландским инуитским језиком.

## Религија

### Хришћанство
Сибирски трговци први су донели православље на Аљаску крајем 18. века, крстили своје жене и децу, и подизали прве цркве.
Први православни монаси стигли су заједно са трговцима из Финске. Нарочито је постао познат старац Герман, који је имао чудесан дар прорицања и исцељивања, и био је познат као заступник домородаца, и као исцелитељ. 
Православна мисија највероватније би потпуно нестала да се почетком 19. века није појавио још један од чудесних мисионара који су долазили на Аљаску, отац Јован Венијаминов.
Православна вера настаје да живи на челу са Николајем, епископом српског порекла, који предводи више од 25.000 верника, четрдесет свештеника, Семинаријум Светог Германа Аљаског у Кодијаку, три катедрале и близу сто цркава и капела.

### Шаманизам
Све групе Инуита очувале су своја веровања која потичу од древних шаманских култова. Они верују у „ Мајку море“ и“ Човека Месеца“, тако да свако живо биће има душу. Имају много верских табуа, који се односе на лов и који, ако се прекрше, могу проузроковати штету, донети болест и несрећу целој заједници.
Обреди умиривања духова пре лова практикују се и данас, и укључују плесове уз бубњеве, песме, и верује се да садрже чаробне обреде. 
Амајлије и талисмани штите од духова, а у замену се морају поштовати одређени табуи, нпр. неке животиње се не смеју ловити и јести.
Израз који се обично користи да би се означиле неке идеје, обичаји и веровања повезани су са појединцима-Шаманима, који показују магијске, или духовне моћи.

## Култура

### Друштво
Ескими живе у екстремно тешким условима у којима се може опстати једино у сложеној заједници, у којој се чланови могу ослонити једни на друге. Због овога, код њих као и код Абенака, постојало је специјално партнерство између два мушкарца. Њихов главни задатак је био да међусобно штите један другог, рецимо на путу, и могли су међусобно да деле жене. Овде је сигурно и разлог зашто су само најинтимније ствари приватно власништво. 
Ескими су организовани у малим бандама, а мушки и женски послови су строго подељени. Посао мушкарца је да изгради дом и да иде у лов, а на жени је да води домаћинство. Вођа овакве групе мора бити способна особа и одговоран да подржи своју групу, али у сваком тренутку мора бити способан да обезбеди храну. 
Ескими познају и организацију племена, али у већини случајева то племе није сасвим изграђено. Називи ових заједница се завршавају на -миут (изг. мјут) у значењу „ људи одавде“, или „ људи оданде“.
овакве групе као „ људи одавде“ често се појављују на сасвим другим местима и локацијама од оних на којима су виђени први пут. 
Подела Ескима, стога је, каже Марсел Маус, најправилнија по стаништима. Он у својој „ Социологији и Антропологији II"набраја 80 насеља само у дистрикту Косковим на Аљасци. Од ових 80, само 2 не припадају Ескимима, а то су мисија Бетхел и Винихсејл, села Игналик индијанаца.

## Лов и риболов
Домовина Ескима је Тундра, ниска, равна, бездрвна, перманентно смрзнута трава, осим пар инчи површине током летње сезоне. Они су ловци Карибуа и морских сисара(туљана, моржева и китова)и рибари на рекама и обалама мора. 
Зависно од сезоне, Ескимске групе тумарају у потрази за одређеном врстом хране. Током касног пролећа и лета они су у лову на крда Карибуа, убијајући их приликом прелазака преко река. Значајан је податак да једина храна која је биљног порекла, потиче из желуца ових животиња. 
Риба се лови на разне начине, особито док иде узводно због мрешћења. Лови се мрежама или вршама. 
Зими Ескими лове Туљане на замрзнутом океану, што је типично за групе на средишњем делу северне Канаде. У леду се буше рупе на које туљани долазе због ваздуха. Приликом оваквог лова се користе и пси, да би их нањушили. Ловац чека са харпуном с отровном вршком, често и неколико сати на цичи зими. 
На Гренланду и западној Аљасци, где лед није потпуно оковао море, туљани и моржови провирују, због ваздуха између пловећих санти. Ескимски ловац стајао би на леденој санти, или кајаку, и чекао прилику да пошаље свој харпун према животињи. 
У скорије време Ескими уместо харпуна користе модерно оружје, пушке и пиштоље.

## Ескимски пас
Врста ловачких запрежних паса која живи у близини арктичког круга. Неки верују да је он представник чисте расе старе 25000-50000 година, а други да је потомак вука. Снажне је грађе и крупних костију. Висок је око 51-64 cm, и тежак од 30-39 kg. Његова дугачка непромочива длака покрива густо вунасто доње крзно.